# ピュグマリオーン

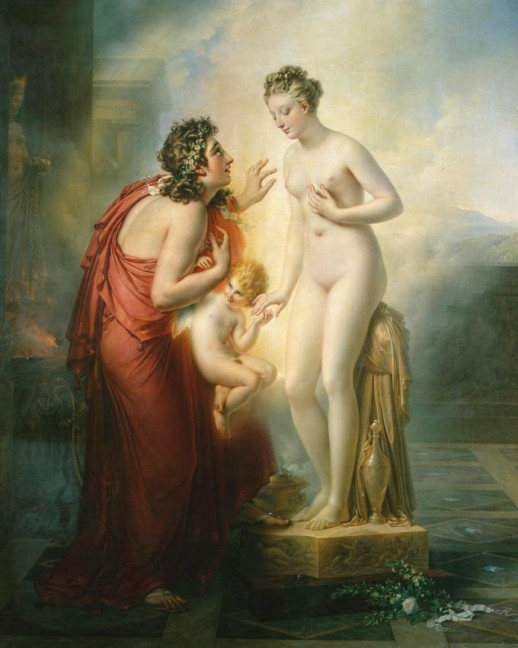
アンヌ＝ルイ・ジロデ＝トリオゾンの1819年の絵画『ピュグマリオンとガラテア』。ルーヴル美術館所蔵。

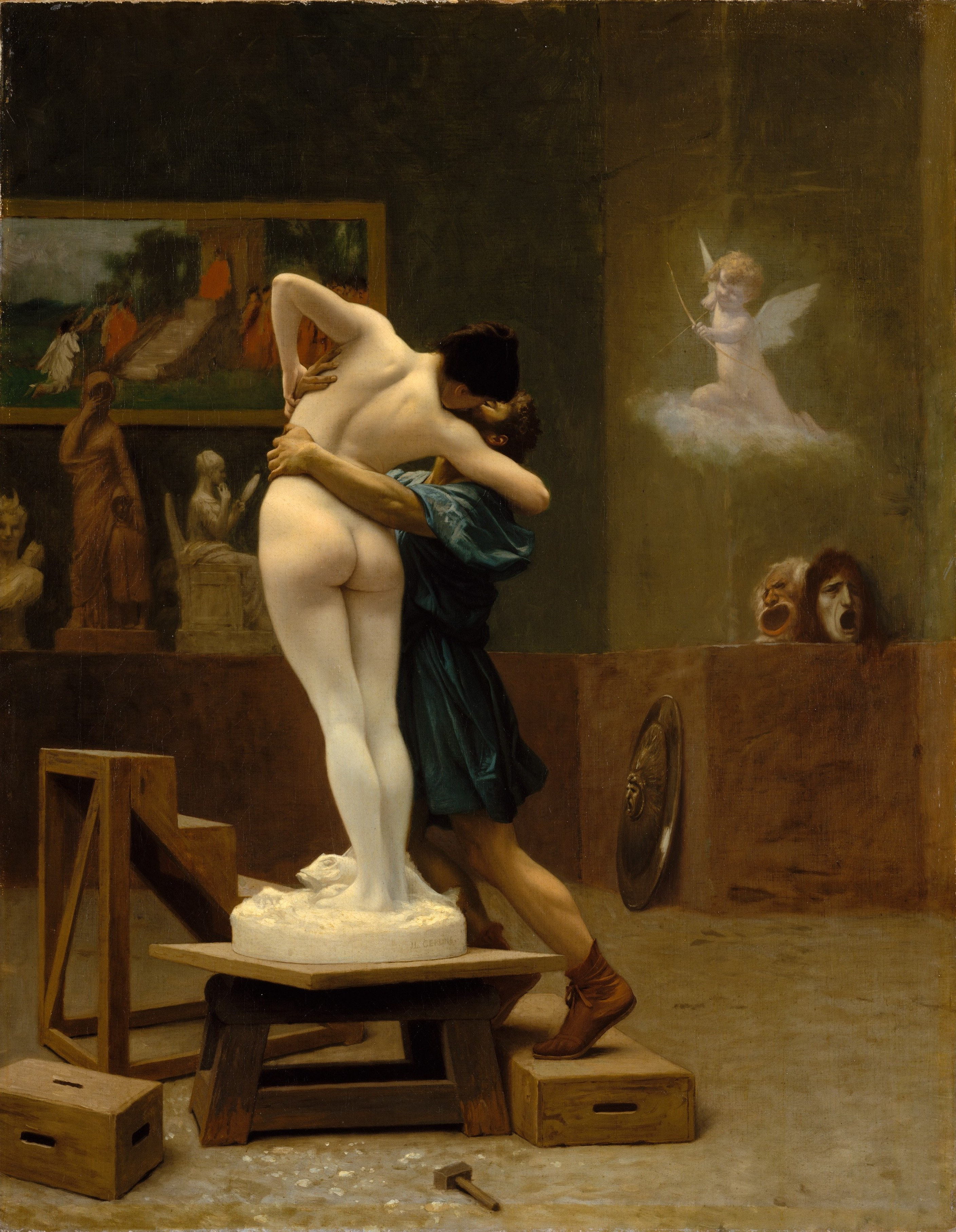
ジャン＝レオン・ジェロームの1890年の絵画『ピグマリオンとガラテア』。メトロポリタン美術館所蔵。

ピュグマリオーン（古希: Πυγμαλίων, Pygmaliōn）は、ギリシア神話に登場するキプロス島の王である。長母音を省略してピュグマリオン（または、ピグマリオン）とも表記される。
現実の女性に失望していたピュグマリオーンは、あるとき自ら理想の女性を彫刻した。その像を見ているうちに彼女が服を着ていないことを恥ずかしいと思い始め、服を彫り入れる。そのうち彼は自らの彫刻に恋をするようになる。さらに彼は食事を用意したり話しかけたりするようになり、それが人間になることを願った。その彫像から離れないようになり次第に衰弱していく姿を見かねたアプロディーテーがその願いを容れて彫像に生命を与え、ピュグマリオーンはそれを妻に迎えた。

## 影響
ジャン・ジャック・ルソーは戯曲『ピグマリオン』を書き、これを原作とするオペラがいくつかある（ルイジ・ケルビーニの『ピンマリオーネ』など）。像にガラテアという名前が与えられたのはルソーの作品が最初である。
フランツ・フォン・スッペのオペレッタ『美しきガラテア』はピグマリオンの話を元にしている。
ヴィリエ・ド・リラダン『未来のイヴ』もピグマリオンの伝説を元にしている。
ウィリアム・S・ギルバートには戯曲『ピグマリオンとガラテア』 (Pygmalion and Galatea (play)) がある。
映画『マイ・フェア・レディ』の下敷きになったジョージ・バーナード・ショーの戯曲『ピグマリオン』はこの伝説に材をとったものである。また、和田慎二のファンタジー漫画『ピグマリオ』でも、石になった精霊ガラティアというモチーフが用いられている。
映画『リタと大学教授』の原作『リタの教育』はショーの『ピグマリオン』を下敷きにしている。